# Protaetia philippensis
Protaetia philippensis är en skalbaggsart som beskrevs av Fabricius 1775. Protaetia philippensis ingår i släktet Protaetia och familjen Cetoniidae. Inga underarter finns listade i Catalogue of Life.